# Velocidad lineal constante

Comparación de varias formas de almacenamiento en disco, que muestra la configuración de las pistas (no a escala); el triángulo verde indica el inicio y el rojo indica el final.
- Algunas grabadoras de CD-R (W) y DVD-R (W)/DVD+R(W) funcionan en los modos ZCLV, CAA o CAV.

En el almacenamiento óptico de información, la expresión velocidad lineal constante (CLV; de "constant linear velocity" en inglés) sirve para denominar una característica de las unidades de disco óptico diseñadas para leer datos regularmente espaciados en el soporte, utilizándose además para expresar su velocidad nominal de funcionamiento. El término también se aplica a la velocidad de escritura de los discos grabables. Implica que la velocidad angular (por lo general, expresada en rpm) varía durante el funcionamiento, en contraste con los modos de velocidad angular constante (CAV, del inglés "constant angular velocity"). El concepto de velocidad lineal constante fue patentado en 1886 por los pioneros del fonógrafo Chichester Bell y Charles Tainter.

## Historia

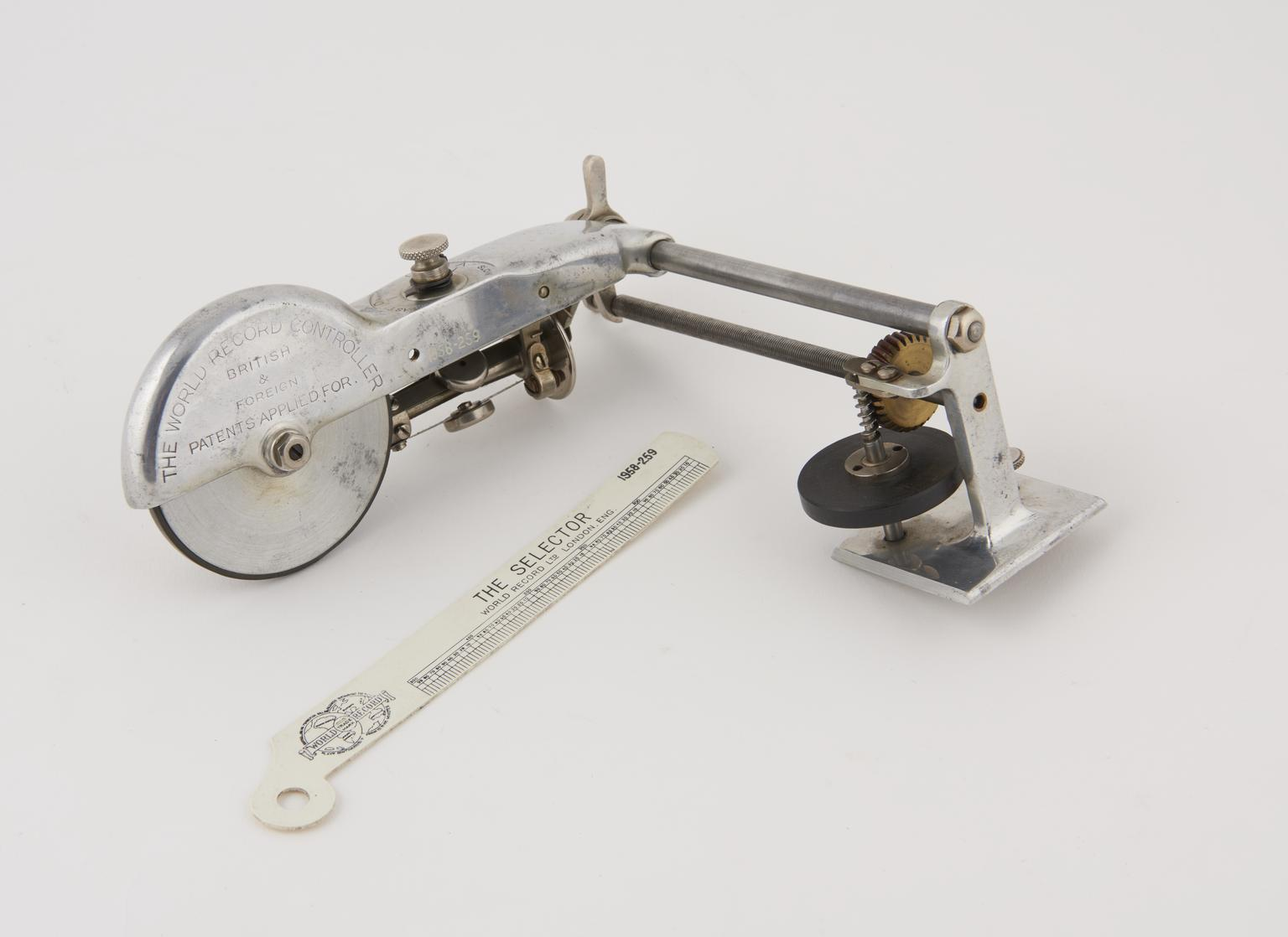
"World Record Controller": la rueda de color negro se colocaba en contacto con el exterior del giradiscos para regular su velocidad, mientras que la rueda vertical plateada, colocada sobre el exterior del disco sobre el que rodaba, controlaba el tiempo transcurrido

El cilindro de fonógrafo, antecedente del disco gramofónico, era un soporte que combinaba las ventajas de una velocidad angular constante (simplificando la mecánica de los equipos grabadores y reproductores) y de una velocidad lineal constante (permitiendo un registro y una lectura uniformes de la información analógica). Esto era posible gracias a su configuración geométrica, dado que en un cilindro la hélice que describe el surco tiene el radio constante (en los discos, la espiral que forma el surco decrece de radio). Pese a estas ventajas, los discos finalmente se acabarían imponiendo a los cilindros gracias a su capacidad de almacenar grabaciones más largas.
Sin embargo, el problema de la velocidad lineal variable de los discos fonográficos (que impedía maximizar la duración de las piezas registrables, dado que la velocidad de giro necesaria para leer correctamente los surcos más cercanos al centro, es muy superior a la necesaria para leer los surcos exteriores, desperdiciándose en gran parte la capacidad de estos últimos), generó algunos originales inventos destinados a resolverlo. Así, al inicio de la década de 1920, la empresa World Records produjo discos que se reproducían con una velocidad lineal constante, utilizando un giradiscos controlado por un regulador de velocidad complementario patentado por el inventor británico Noel Pemberton Billing, que se podía acoplar a cualquier gramófono con motor de cuerda. A medida que la aguja se movía desde el exterior al interior del disco, la velocidad de rotación aumentaba gradualmente a medida que disminuía el diámetro del surco, para lo que se utilizaba un dispositivo con una rueda de dureza variable que frenaba el giradiscos a 33 rpm cuando se iniciaba la reproducción, liberándolo gradualmente hasta alcanzar 78 rpm al llegar al final del surco. El elevado precio de los discos que utilizaban este sistema (pese a que permitía duplicar su capacidad), así como el funcionamiento poco estable del sistema mecánico, hizo que no tuviera éxito.
El laserdisc, el primer disco óptico de consumo, utilizaba una velocidad lineal constante para duplicar el tiempo de reproducción (los discos CLV/"reproducción extendida" pueden contener 1 hora por cara; los discos CAV/"reproducción estándar" solo pueden contener 30 minutos). A medida que la velocidad del motor disminuye de 1800 a 600 rpm cuando el cabezal de lectura se aleja del centro (que es el comienzo de la grabación), el disco siempre pasa por el cabezal de lectura a una velocidad constante.
Los formatos ópticos posteriores, como el CD de audio, también emplean un sistema CLV para mantener una velocidad de lectura datos constante y una densidad de bits constante. Su rotación disminuye gradualmente de 495 a 212 rpm para mantener el disco en movimiento a través del láser de lectura a 1,2 metros por segundo (4,3 km/h) (asumiendo una velocidad de reproducción 1:1 y codificación Red Book).
Para adaptarse a las tasas de transferencia de datos más altas y los requisitos de acceso aleatorio de las unidades de CD-ROM modernas, se utilizan sistemas CAV. Esto se debe a que el rendimiento de búsqueda se vería muy afectado durante el acceso aleatorio por el requisito de modular continuamente la velocidad de rotación del disco para que sea apropiada para la posición del cabezal de lectura.

## Dimensiones

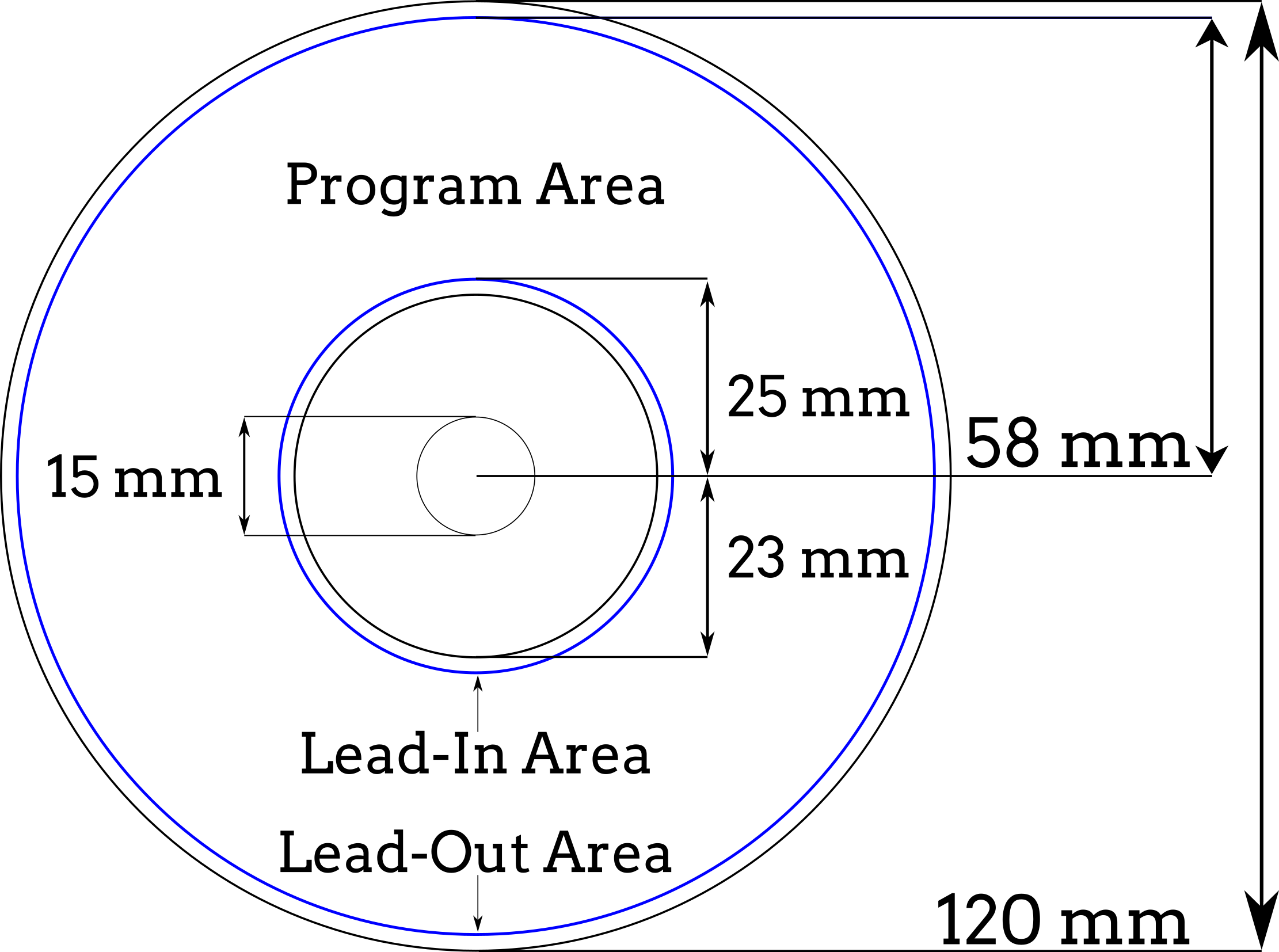
Dimensiones de un disco óptico de tamaño estándar (12 cm de diámetro)

En el caso de un disco de 12 cm de diámetro estándar, cuando se efectúa un proceso de lectura con velocidad lineal constante, se accede a los datos en el borde interior del área de programa (la zona que contiene los datos, situada a partir de 2,5 cm del centro del disco) a una velocidad de giro del disco 2,4 veces superior a la velocidad de giro cuando se está leyendo el borde exterior (situado a 6 cm desde el centro del disco).
Para un disco en miniatura con un diámetro de 8 cm (radio de 4 cm), la relación de velocidad angular del borde de datos externo e interno es de 1,6 si se procede a utilizarlo con un sistema de velocidad lineal constante.
Esto significa que, por ejemplo, a una velocidad lineal constante de ×10, la velocidad angular equivalente del disco es de ×24 mientras se accede en el área de datos interna, mientras que es de ×10 durante el acceso en el borde más externo.

## Velocidad lineal constante zonificada

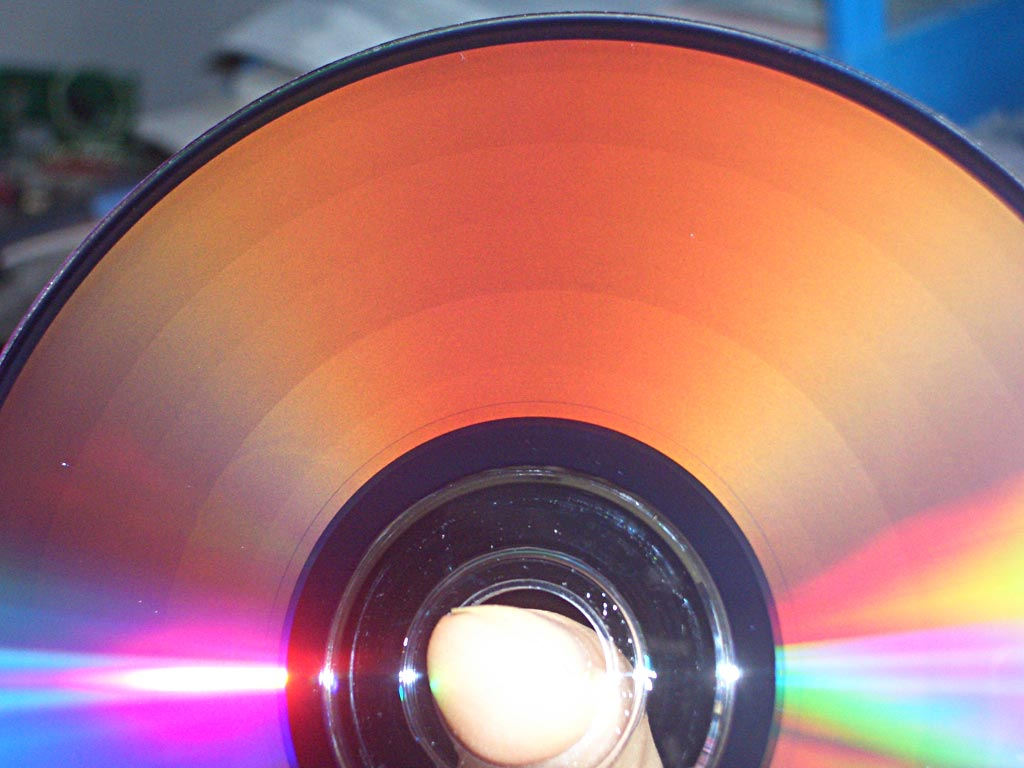
La estrategia de grabación Zone-CLV es fácilmente visible después de grabar un DVD-R

La velocidad lineal constante por zonas (ZCLV o Z-CLV) es una modificación del sistema CLV utilizado en grabadoras de CD y DVD de alta velocidad, mediante el que se mantiene una velocidad lineal constante hasta la siguiente zona, cuando se aumenta la velocidad. Los primeros modelos de grabadoras eran unidades CLV. La velocidad de grabación en tales unidades se calificó en múltiplos de 150 KiB/s. Así, una unidad 4X, por ejemplo, escribía constantemente a una velocidad de alrededor de 600 KiB/s. La tasa de transferencia se mantenía constante al hacer que el motor de husillo en la unidad variara su velocidad y funcionara 2,4 veces más rápido cuando se grababa en el borde interno del disco que en el borde externo. Algunas grabadoras de alta velocidad utilizan el método CLV por zonas (ZCLV), que divide el disco en zonas escalonadas, cada una de las cuales tiene su propia velocidad lineal constante. Cuando finaliza una zona y se alcanza la zona siguiente, la rotación del disco se acelera, generalmente a la misma velocidad angular que al comienzo de la zona anterior.
A velocidades más altas, el sistema ZCLV ofrece un compromiso entre el sistema CAV, que permite tiempos de búsqueda más rápidos, y el CLV, que permite una mayor fiabilidad de escritura. Una grabadora ZCLV clasificada en "52X", por ejemplo, escribiría a 52X rpm del disco en la zona más interna y luego bajaría progresivamente a 20X rpm en el borde exterior del disco para mantener la velocidad a la que los bits son grabados por el láser dentro de una rango estrecho. Este método se utiliza para variantes de CD-RW de mayor velocidad, debido al estrecho rango de velocidad de escritura de los medios regrabables.

## Aceleración angular constante
El sistema de aceleración angular constante (CAA) es una variante del CLV que se utiliza en el formato Laserdisc. La especificación inicial del sistema CLV (como se aplica al laserdisc) da como resultado varios dispositivos de reproducción utilizados en la parte de audio/video, pero también implicó la aparición de problemas de compatibilidad con reproductores de Laserdisc producidos por diferentes fabricantes.
A mediados de la década de 1980, Pioneer Electronics introdujo el sistema CAA, en el que la velocidad de rotación del Laserdisc se reducía escalonadamente y eliminó la mayoría de los artefactos de reproducción y problemas de compatibilidad. Desde su introducción, la mayoría de los fabricantes de Laserdisc adoptaron el formato CAA pero aún se referían a su producto codificado con el sistema CAA como CLV.